# الباب (ذي السفال)

تعديل مصدري - تعديل

الباب محلة تابعة لقرية الرباط، التابعة لعزلة خنوة بمديرية ذي السفال إحدى مديريات محافظة إب في الجمهورية اليمنية، بلغ تعداد سكانها 162 حسب تعداد اليمن لعام 2004.